# Piletocera octosemalis
Piletocera octosemalis là một loài bướm đêm trong họ Crambidae.